# Großer Boberowsee (MV)
Großer Boberowsee (MV) este o arie protejată (arie specială de conservare — SAC, sit de importanță comunitară — SCI) din Germania întinsă pe o suprafață de 71 ha, integral pe uscat.

## Localizare
Centrul sitului Großer Boberowsee (MV) este situat la coordonatele 53°11′15″N 13°01′21″E / 53.1875°N 13.0225°E.

## Înființare
Situl Großer Boberowsee (MV) a fost declarat sit de importanță comunitară în aprilie 2004 pentru a proteja un număr necunoscut de specii din flora spontană și fauna sălbatică aflate în arealul zonei. Situl a fost protejat și ca arie specială de conservare în august 2016.

## Biodiversitate
Situată în ecoregiunea continentală, aria protejată conține 2 habitate naturale: Ape puternic oligomezotrofe cu vegetație bentonică cu Chara spp., Păduri de fag Asperulo-Fagetum.
La baza desemnării sitului se află un număr nedeclarat de specii protejate: